# Onsjö och Harjagers kontrakt
Onsjö och Harjagers kontrakt var ett kontrakt i Lunds stift inom Svenska kyrkan. Kontraktet upphörde 31 december 1994.

## Administrativ historik
Kontraktet bildades 1962 av
hela Onsjö kontrakt med
- Stehags församling som 1995 övergick i Frosta kontrakt
- Trollenäs församling som 1995 övergick i Frosta kontrakt
- Bosarps församling som 1995 övergick i Frosta kontrakt
- Västra Strö församling som 1995 övergick i Frosta kontrakt
- Billinge församling som 1995 övergick i Frosta kontrakt
- Reslövs församling som 1995 övergick i Frosta kontrakt
- Östra Karaby församling som 1995 övergick i Frosta kontrakt
- Torrlösa församling som 1974 övergick i Rönnebergs kontrakt
- Norra Skrävlinge församling som 1995 övergick i Rönnebergs kontrakt
- Konga församling som 1995 övergick i Rönnebergs kontrakt
- Asks församling som 1995 övergick i Rönnebergs kontrakt
- Röstånga församling som 1995 övergick i Rönnebergs kontrakt

en del av Harjagers kontrakt med
- Örtofta församling som 1995 övergick i Frosta kontrakt
- Eslövs församling som 1995 övergick i Frosta kontrakt
- Norrvidinge församling som 1995 övergick i Rönnebergs kontrakt
- Södervidinge församling som 1995 övergick i Rönnebergs kontrakt
- Stora Harrie församling som 1995 övergick i Rönnebergs kontrakt
- Virke församling som 1995 övergick i Rönnebergs kontrakt
- Remmarlövs församling som 1971 uppgick i Eslövs församling
- Lilla Harrie församling som 1995 övergick i Rönnebergs kontrakt

en församling från Rönnebergs kontrakt
- Källs-Nöbbelövs församling som 1995 återgick i Rönnebergs kontrakt